# Giacomo Boni (Archäologe)

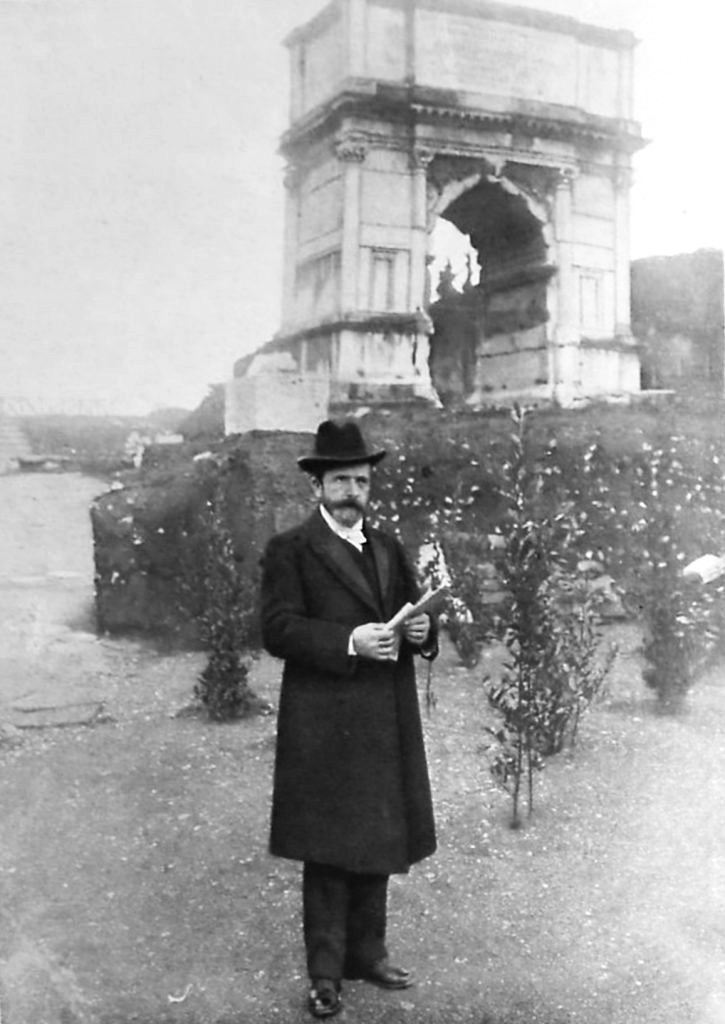
Giacomo Boni vor dem Titusbogen in Rom.

Giacomo Boni (geboren am 25. April 1859 in Venedig; gestorben am 19. Juli 1925 in Rom) war ein italienischer Klassischer Archäologe und Architekt. Von 1898 bis zu seinem Tod war er Leiter der Ausgrabungen auf dem Forum Romanum in Rom. Intensiv an römischer Religion interessiert, versuchte er, eine Wiederbelebung antiker Kulte herbeizuführen. Unterstützung hierbei erhoffte er sich von Benito Mussolini und den italienischen Faschisten. Seine Interessen waren weit gespannt und er beschäftigte sich neben seiner archäologischen Forschung mit Botanik, Geologie und Literatur.

## Ausbildung und frühe Jahre
Giacomo Boni war der Sohn des Kapitäns Luigi Boni und dessen Frau Maria, geborene De Nardi. Nach einem technischen Studium nahm er ab 1878 an der seit 1870 laufenden Restaurierung des Dogenpalasts in Venedig teil. Hier zeigte er sein besonderes Talent in der technischen Dokumentation, aber auch im Umgang mit den historischen Aspekten alter Bauwerke. Er begann mit John Ruskin und William Morris über Fragen der Restaurierung zu korrespondieren – beide waren Vorreiter einer modernen Denkmalpflege – und knüpfte enge Verbindungen zur kulturellen Welt Großbritanniens.
1880 nahm Boni ein Architekturstudium an der Accademia di belle arti di Venezia auf, das er 1884 abschloss, und vertiefte seine Kenntnisse der antiken Kultur und Gedankenwelt. Reisen durch die Provinzen des Römischen Reiches führten ihn auch nach Österreich und Deutschland. Ab 1885 leitete er die erste Ausgrabung an den Fundamenten des Campanile von San Marco und entwickelte hierbei unabhängig von Wilhelm Dörpfeld und anderen die Methode der Stratigraphischen Untersuchung in der archäologischen Feldforschung. Im selben Jahr wurde er Mitglied des Royal Institute of British Architects.
1888 ernannte ihn der frisch berufene Unterrichtsminister Paolo Boselli zum Sekretär an der Königlichen Sammlung von Kupferstichen, zwei Jahre später wurde er Inspektor an der Generaldirektion für Altertümer und Künste unter der Leitung von Giuseppe Fiorelli. Unter anderem nahm er in dieser Funktion 1892 an der Untersuchung des Pantheon teil, die von Luca Beltrami und Giuseppe Sacconi, dem Architekten des Monuments für Vittorio Emanuelle II., durchgeführt wurde. In den Jahren 1895 und 1896 leitete er das für Rom zuständige Büro der Generaldirektion. Als Architekt verantwortete er von 1896 bis 1897 außerdem die Restaurierung der Villa Blanc des damaligen italienischen Außenministers Alberto Blanc. Im Garten der Villa ließ Boni ein römisches Mausoleum wieder aufbauen, das er im Tor di Quinto genannten Stadtteil Roms ausgegraben hatte und dessen ursprünglicher Aufstellungsort sich heute unter der erweiterten Via Nomentana befindet.

## Leiter der Ausgrabungen auf dem Forum Romanum
Anfang 1898 berief ihn der Unterrichtsminister Guido Baccelli zum Leiter der Ausgrabungen auf dem Forum Romanum. Erstmals wurden nun stratigraphische Untersuchungen des Forums durchgeführt und Boni dokumentierte alle Funde und Befunde gleichermaßen. Mittelalterliches war für ihn genauso interessant wie Antikes und wurde in Zeichnungen, Fotografien und schriftlicher Dokumentation gleichberechtigt aufgenommen. Damit war er wegweisend für die archäologische Forschung in ganz Italien und setzte Standards für seine Nachfolger in der Grabungsarchäologie zur römischen Antike in Italien. In den Jahren bis 1907 legte er auf dem Forum unter anderem die archaische Nekropole beim Tempel des Antoninus Pius und der Faustina frei, entdeckte den Lapis Niger, die Regia, den Lacus Curtius und die unterirdischen Gänge unter dem Forum aus der Zeit Caesars, außerdem die Reste der Horrea Agrippae und des Heiligtums der Venus Cloacina. 1899 ließ er auf dem Forum die Kirche Santa Maria Liberatrice abreißen, um die Reste der frühchristlichen Kirche Santa Maria Antiqua freilegen zu können. Neben all dem beaufsichtigte er als bauleitender Architekt außerdem die Restaurierung des bei einem Erdbeben 1903 schwer beschädigten Campanile von San Marco in Venedig, der 1910 wieder der Öffentlichkeit übergeben werden konnte.
Im Jahr 1907 wurde seine Kompetenz und Zuständigkeit auf den Palatin ausgeweitet. In den folgenden Jahren entdeckte er auf dem Palatin eine archaische tholosförmige Zisterne, die Casa dei Grifi, die sogenannte Aula Isiaca, die sogenannten Bäder des Tiberius in der Domus Transitoria und Reste einer eisenzeitlichen Hütte unter dem Peristyl der Domus Flavia. Der Erste Weltkrieg unterbrach die Forschungen auf Forum und Palatin und Boni meldete sich zur Armee. Nach der Rückkehr von der Front erkrankte er schwer und nahm seine archäologischen Arbeiten erst 1916 wieder auf. Für seine Leistungen, aber auch wegen seiner Nähe zum italienischen Faschismus wurde er 1923 zum Senator des Königreichs ernannt. Darüber hinaus erhielt er zahlreiche hohe Auszeichnungen und Ehrungen. Sein Grab befindet sich – wie von seinem Freund Gabriele D’Annunzio gegenüber Mussolini erbeten – inmitten der Farnesinischen Gärten auf dem Palatin.

## Wirken

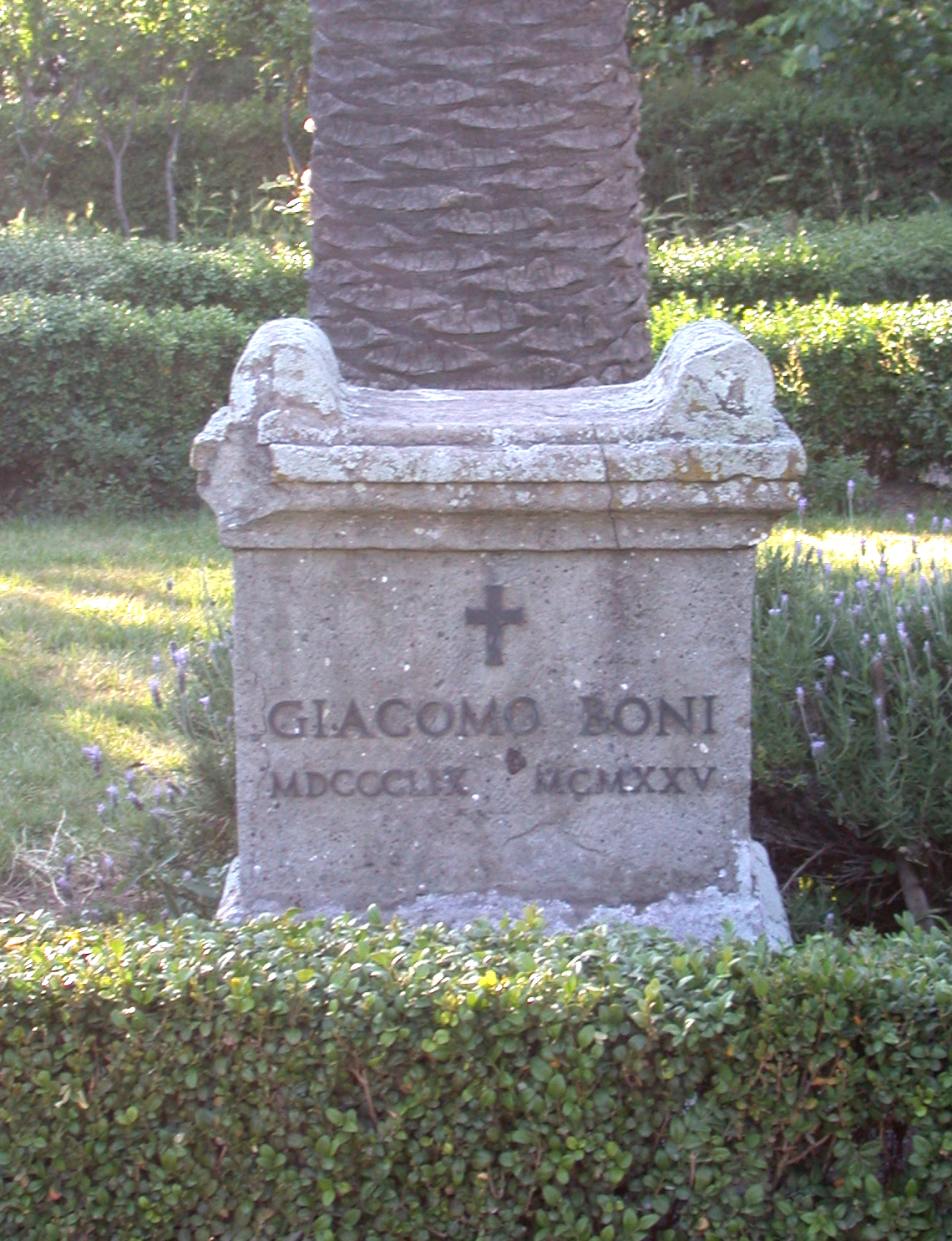
Das Grab Giacomo Bonis auf dem Palatin

Neben seinen archäologischen Forschungen und Interessen, die nicht nur in seinen fortschrittlichen und unvoreingenommenen Grabungsmethoden ihren Niederschlag fanden, galt sein Augenmerk allgemein der Dokumentation von Altertümern und der diesbezüglichen Öffentlichkeitsarbeit. So unterstützte er die Gründung des Gabinetto Fotografico Nazionale in Rom, überwachte die Einrichtung eines staatlichen Katalogs der Altertümer und war an der Entwicklung der Normen für Restaurierungen beteiligt, bei denen er die Konservierung für wichtiger als die Rekonstruktion erachtete.
Früh entwickelte Boni ein ausgeprägtes Interesse an den östlichen Religionen Indiens, Chinas und Japans und er empfand eine zunehmende Entfremdung gegenüber dem Christentum. Schließlich wandte er sich unter dem Eindruck persönlicher mystischer Erlebnisse – er nahm zum Beispiel im Traum die tags darauf folgende Entdeckung des Lapis Niger vorweg – der antiken römischen Religion zu und stellte Überlegungen an, wie man sie, unter den Schutz des Staates gestellt, zu neuem Leben erwecken könne. In diesem Sinne wollte er Francesco Crispi, Sidney Sonnino, vor allem Benito Mussolini beeinflussen. Von Mussolini und den italienischen Faschisten erhoffte er sich eine Auferstehung des antiken Rom.
Immer wieder veranstaltete Boni in seinen Augen pagane Rituale, etwa ein Trankopfer am Jahrestag der 1903 erfolgten Entdeckung des Lacus Curtius zusammen mit dem britischen Historiker und Freund Horatio Brown. Am fälschlicherweise für den Tempel des Juppiter Victor gehaltenen Apollotempel auf dem Palatin vollzog Boni 1916 ein Reinigungsritual. 1917 errichtete er auf dem Palatin einen Altar, die von ihm sogenannte ara graminea, an dem jeder Italiener für ein günstiges Schicksal Italiens im Ersten Weltkrieg opfern sollte. Für den Jahrestag des von Mussolini initiierten Marsches auf Rom, der den Duce in der Folge zum Ministerpräsidenten machte, entwarf Boni ein umfassendes Programm, das unter anderem die Feier der Lupercalien, Opfer am Mundus Cereris und die Veranstaltung eines Ludus Troiae sowie palatinischer Spiele vorsah.
Boni unterhielt auch enge Beziehungen zu esoterischen Kreisen seiner Zeit, etwa zu Emmelina De Renzis, Mutter von Giovanni Antonio Colonna Di Cesarò, Postminister unter Mussolini. Mit Leone Caetani stand er in Schriftkontakt. Zusammen mit den Archäologen Roberto Paribeni und Giulio Quirino Giglioli beriet er Roggero Musmeci Ferrari Bravo, einen unter dem Pseudonym Ignis publizierenden und dem Via romana agli Dèi angehörenden Schriftsteller, für den Boni die altrömischen Charaktere der Tragödie „Rumon“ entwickelte.

## Ehrungen
- Träger des Ordens der Krone von Italien
- Mitglied der Ehrenlegion
- Träger des Roten Adlerordens
- Ehrendoktorwürden der Universitäten Oxford, Cambridge und Yale.